# Loranzè
Loranzè (piemontiul Loransé) egy község Piemontban, Torino megyében.

## Történet
A 14. században a jelenlegi Loranzé, az akkori Laurenciacum vagy Lorenzato a San Martino grófok családjának birtoka volt.

## Látványosságok
- Vörös vár (Castel Rosso)

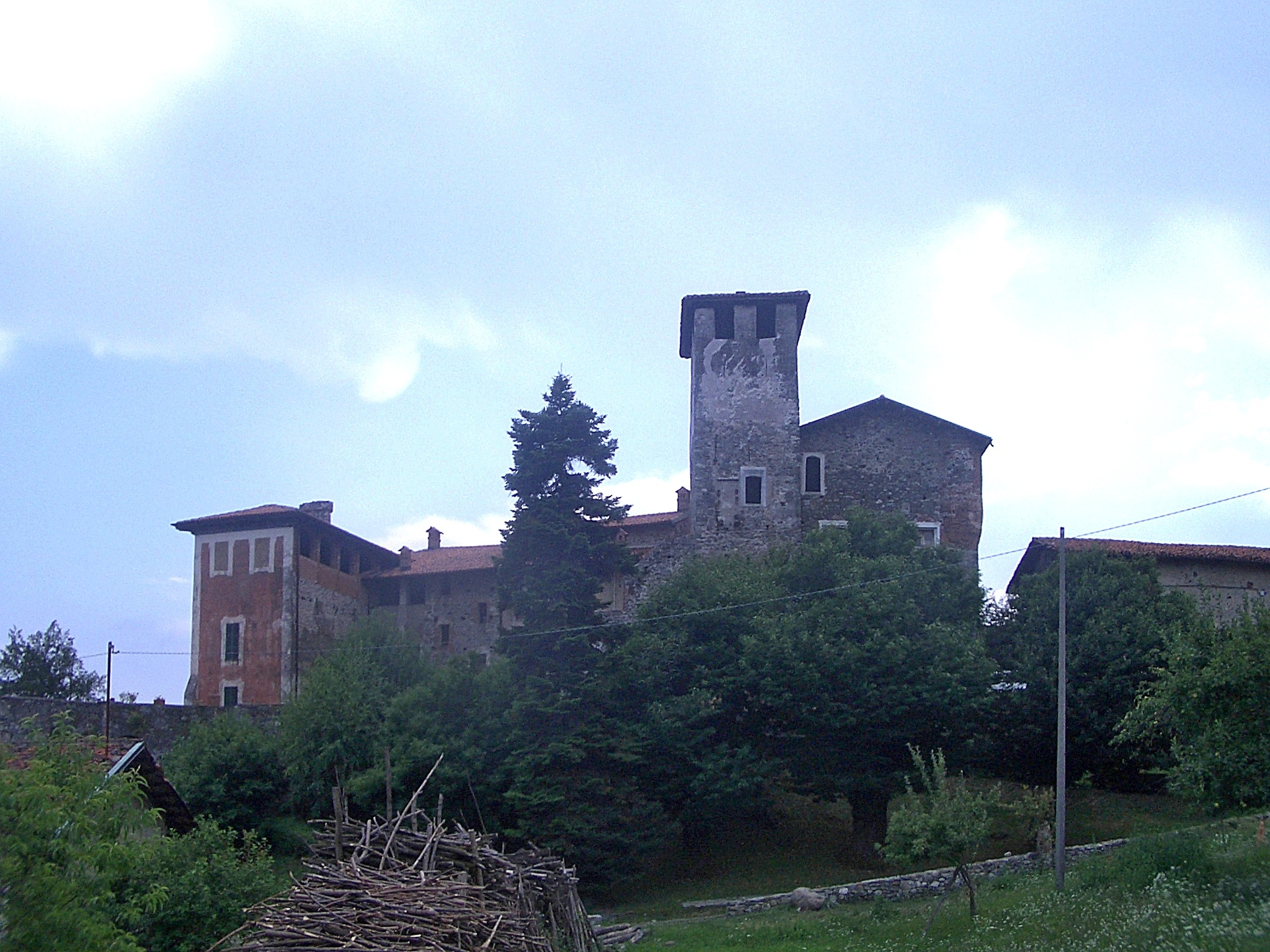
Castel Rosso

- San Lorenzo martire parókiatemplom
- San Rocco kápolna

## Fordítás
- Ez a szócikk részben vagy egészben  a   Loranzè című olasz Wikipédia-szócikk fordításán alapul.  Az eredeti cikk szerkesztőit annak laptörténete sorolja fel. Ez a jelzés csupán a megfogalmazás eredetét és a szerzői jogokat jelzi, nem szolgál a cikkben szereplő információk forrásmegjelöléseként.